# サラの柔らかな香車
『サラの柔らかな香車』（サラのやわらかなきょうしゃ）は、橋本長道による日本の小説。第24回小説すばる新人賞を受賞した、作者のデビュー作。第24回将棋ペンクラブ大賞（文芸部門）受賞作。
橋本自身、1999年に中学生将棋王将戦で優勝し、その後プロ棋士を養成する新進棋士奨励会に入会、1級まで昇級するもプロになることは叶わず、2003年に退会したという経歴の持ち主である。
2014年10月に、続編『サラは銀の涙を探しに』が刊行された。

## あらすじ
プロ棋士になる夢を諦めた瀬尾は、自宅の団地で出会った金髪碧眼の美少女サラに将棋を教え、サラも徐々に才能を開花させていく。
意味不明な単語をつぶやき、他人になかなか理解されないながらも才能のあるサラ、奨励会で同期の瀬尾と共にプロ棋士を目指しながらも現在は女流プロ棋士となった萩原塔子、かつて「天才少女」と注目されながらも小学生名人戦でサラに敗北し女流棋士となる夢を諦めた北森七海、3人の女性と少女を中心に「天才」とは何かを問う。
物語は、「才能」という言葉の前にプロ棋士への道を諦めた将棋ライター・橋元が連載する「女神達の肖像」という読み物と、塔子とサラの白熱する対戦の様子が交互に描かれる。

## 登場人物
護池・レメディオス・サラ（ごいけ - ）
ブラジル出身の金髪碧眼の美少女。祖父・正剛（せいごう）は「伝説の真剣師」として名を馳せた日本人。時折、意味不明な単語の羅列を発し、小学生2年生の時に担任教師の判断で特別学級へ送られる（物語の後半で共感覚によるものと分かる）。生まれた時、出産に立ち会った呪術医に「関わる世界の一つを滅ぼす」と予言された。10歳の時、瀬尾と出会い将棋を教わるようになる。
デビュー後、破竹の勢いで連勝し、萩原塔子へのタイトル挑戦権を掴む。
萩原 塔子（はぎわら とうこ）
女流棋界最高の棋力の持ち主。整った顔をしているためファンも多い。瀬尾とは奨励会の同期で、四段になったら結婚しようと約束したこともあった。21歳の時に眼病を患い、やがて失明すると宣告され、名前を残したいとの強い思いから23歳の時、奨励会を退会し、女流プロへ転身した。
北森 七海（きたもり ななみ）
11歳の時、漢字検定1級、英語検定1級、ピアノも弾けて、将棋の才能も併せ持つ天才少女としてメディアに取り上げられた。父は公務員、母はピアニスト。小学2年生の時、塔子と男性中堅プロとの対局を見て以来、塔子に憧れて女流棋士を志すようになった。小学生名人戦で優勝できなかったら将棋をやめると宣言し、サラに敗北し前言通り将棋をやめてしまう。
瀬尾 健司（せお けんじ）
29歳。13歳で奨励会に入会し、16歳で四段まで昇級した。現在はパチンコで生計を立てている。塔子とは奨励会の同期で、10代の頃に詰将棋などで切磋琢磨し、プロポーズもしたが、彼女がレベルの低い女流棋士へ転身したのをきっかけに疎遠になった。
26歳の時、居住する団地の公園で、学校に行かずひたすらブランコを漕ぐサラと出会い、彼女と○×ゲームや五目並べの勝負をし、やがて彼女が将棋と出会うきっかけを与えた。
護池・レメディオス・マリア（ごいけ - ）
サラの母親。日本人の父・正剛とブラジル人の母の下に、日本で生まれ、ブラジルの日本人街で育った。カーニバルの後に妊娠に気付き、16歳でサラを産むも、誰の子かは分からなかった。自分の眼の色は茶色なのにサラが碧眼のため「悪魔の子」と恐れられた。ブラジルでの生活苦に加え、父の語る日本が魅力的だったため、サラを連れて来日した。介護士。
施川 航（しかわ こう）
31歳。七段、B級1組。橋元とは奨励会在籍期間が少し被っていた。七海の師匠。
橋元（はしもと）
将棋専門誌のライター。「女神達の肖像」という読み物を連載する。
中学3年生の夏に中学生大会で優勝し、奨励会に入会し1級まで昇級したが、「才能がない」という言葉に打ちのめされ4年後に退会した。その後の大学生活にも社会人生活にも将棋以上の熱を見出すことが出来ず、実家で半ば引きこもりのような生活をしていた。名前、経歴含め作者自身がモデルとなっている。